# کانن‌بی
کانن‌بی (به انگلیسی: Canonbie) یک روستا در بریتانیا است که در دامفریس و گالووی واقع شده‌است. کانن‌بی ۳۹۰ نفر جمعیت دارد.